# Batalla de Wuyuan
La batalla de Wuyuan (16 de marzo - 3 de abril de 1940; en chino: 五原戰役) fue un contraataque chino que derrotó la invasión japonesa de la zona de Wuyuan. Esto sucedió como reacción a la ofensiva de invierno china de 1939-40 en Suiyuan durante la segunda guerra sino-japonesa. Los japoneses lo llaman 第２次後套作戦 ("La segunda batalla de Wuyuan").
Para el 28 de enero de 1940, los japoneses habían acumulado fuerzas de la 26.ª División en Baotou suficientes para lanzar el 第１次後套作戦 o "Primera batalla de Wuyuan en la Mongolia Interior" para recuperar el territorio perdido y avanzar hacia el oeste para tomar Wuyuan, que cayó el 3 de febrero y Linhe más al oeste el 4 de febrero.

## Unidades

### Fuerzas japonesas
- Ejército de Guarnición de Mongolia 駐蒙軍 - Naosaburo Okabe
  - 26.ª División - Teniente general Shigenori Kuroda
  - Grupo de Caballería

### Fuerzas chinas
- 8.ª Región militar - Comandante adjunto Fu Zuoyi
  - 35.º Cuerpo - Fu Zuoyi
    - 4.ª Nueva División
    - 31.ª Nueva División
    - 11.ª División Provisional
    - Brigada de guarnición

  - 81.º Cuerpo - Ma Hongbin
    - 101.ª división

  - 6.° Cuerpo de Caballería - Ma Buqing
    - 3.ª División de Caballería
    - Fuerza Guerrillera

## La batalla
El 16 de marzo de 1940, mientras los japoneses atacaban a la 4.ª Nueva División al oeste de Linhe, el resto del 35.º Cuerpo chino con la 31.ª Nueva División y un regimiento de la Brigada de guarnición, se trasladaron en secreto hacia el este a lo largo del río Wu-chia. En la noche del 20 entraron en Wuyuan por sorpresa y después intensos combates capturaron la ciudad a las 16:00 horas del día 21. La guarnición japonesa se retiró hacia el norte. Las fuerzas chinas luego avanzaron para capturar los alrededores de Hsin-an-chen el día 22. Esto cortó el camino a lo largo del río Amarillo hasta Wuyuan.
En un intento por recuperar la situación, los japoneses enviaron 600 soldados desde Dashetai a través de Siyitang en 80 camiones para realizar un cruce forzado del río Wu-chia en Ta-tsai-chu, 10 km al norte de Wuyuan. Durante tres días lucharon contra la 101.ª División sin éxito. Para el día 25 se habían reforzado a 3.000 hombres y realizaron el cruce con artillería y apoyo aéreo. Wuyuan volvió a caer ante los japoneses el día 26 y los chinos retrocedieron a las orillas de Fang-chi-chu y continuaron sus ataques en Xin'an, Xishanzui, Xixiaozhao y Man-ko-su.
El Middlesboro Daily News, que informó sobre la ofensiva planificada de Japón en la región musulmana, predijo que los japoneses sufrirían una aplastante derrota masiva a manos de los musulmanes.
Los generales musulmanes Ma Hongkui y Ma Hongbin defendieron el oeste de Suiyuan, especialmente Wuyuan en 1940 contra los japoneses. Ma Hongbin comandó el 81.º Cuerpo musulmán e incurrió en muchas bajas, pero después de una feroz lucha finalmente rechazó a los japoneses y los derrotó.
Incapaces de resistir la presión de los ataques chinos, los japoneses en Wuyuan se retiraron el 30 y 31 de marzo. El 1 de abril, una fuerza guerrillera y una columna de caballería recuperaron Wuyuan, y la 11.ª División Provisional recapturó Wu-pu-lang-kou. El 3 de abril, la caballería recuperó Xishanzui cuando los japoneses se retiraron hacia el este.
Japón usó gas venenoso contra los ejércitos chinos en la batalla de Wuyuan y la batalla de Suiyuan Occidental.